# Quebrada Iquine
Quebrada Iquine är ett periodiskt vattendrag i Chile.   Det ligger i regionen Región de Antofagasta, i den norra delen av landet, 1 300 km norr om huvudstaden Santiago de Chile.
Omgivningen kring Quebrada Iquine är ofruktbar med liten eller ingen växtlighet. Området är mycket glesbefolkat, med 5 invånare per kvadratkilometer.